# Жизни матрёшки
«Матрёшка» («Жизни матрёшки»; англ. Russian Doll) — американский комедийно-драматический сериал 2019 года производства Netflix. Его первый сезон получил четыре номинации на премию «Эмми», в том числе за лучший комедийный сериал и за лучшую женскую роль в комедийном сериале.
11 июня 2019 года Netflix продлил сериал на второй сезон, премьера которого состоялась 20 апреля 2022 года.

## Сюжет

### 1 сезон
Девушка Надя празднует свой 36-й день рождения. Там она находит парня и приглашает к себе домой, но после секса быстро выпроваживает его и отправляется в соседний магазин в поисках своего кота. Надя замечает его сидящего в парке через дорогу, она радостно шагает к нему навстречу — и тут её насмерть сбивает машина. Однако, открыв глаза, она снова оказывается на вечеринке. Всё это происходит снова и снова, заставляя Надю разбираться, в чём дело.

### 2 сезон
За 10 дней до празднования своего 40-летия, Надя садится в поезд №6, который внезапно отправляет её в прошлое, в 1982 год. Вскоре она обнаруживает, что заперта в теле своей матери Леноры, которая беременна ей. Надя решает отыскать золотые крюгерранды, которые её мать потеряла в том же году, чтобы изменить ход истории для своей семьи.

## В ролях

### Главные персонажи
- Надя Вулвоков (Наташа Лионн) — разработчица видеоигр, оказалась во временной петле, постоянно умирая и возрождаясь на вечеринке в честь своего 36-летия, незадолго до своего 40-летия обнаружила возможность перемещаться в прошлое с помощью поезда метро.
- Максин (Грета Ли) — подруга Нади.
- Джон Рейз (Юл Васкес) — агент по недвижимости, бывший бойфренд Нади, находящийся в процессе развода с женой. (1 сезон)
- Алан Завери (Чарли Барнетт) — застрял во временной петле точно так же, как Надя, а затем тоже смог перемещаться в прошлое с помощью поезда.
- Рут Бреннер (Элизабет Эшли) — психолог, близкая подруга Нади и её матери.
  - Кейт Дженнингс Грант (1 сезон) и Энни Мерфи (2 сезон) — Рут в молодости.
- Ленора Вулвоков (Хлоя Севиньи) — мать Нади.

### Второстепенные персонажи
- Лиззи (Ребекка Хендерсон) — художница, подруга Нади и Максин.
- Ферран (Ритеш Раджан) — продавец в магазине, знакомый Нади, близкий друг Алана.
- Беатрис (Дэша Поланко) — девушка Алана, которой он собирался сделать предложение.
- Майк Кершоу (Джереми Бобб) — профессор литературы в колледже, с которым у Беатрис был роман.
- Хорс, он же Конь (Брендон Секстон) — бездомный, которому помогает Надя.
- Джо (Берт Янг) — сосед Алана.
- Уорд Дог (Варис Ахлувалиа) — наркодилер Максин.
- Чезаре «Чез» Каррера (Шарлто Копли) — парень Леноры в 1982 году. (2 сезон)
- Вера Пешауэр (Ирен Бордан) — мать Леноры и бабушка Нади, появляется в 1982 и 1968 годах. (2 сезон)
  - Илона МакКри — Вера в 1944 году.
- Делия (Афина Пападимитриу) — лучшая подруги и сторонница Веры, появляется в 1982 и 1968 годах. (2 сезон)
- Франциска Фаркас — Делия в 1944 году.
- Дерек (Эфраим Сайкс) — член Ангелов-хранителей, наблюдающих за метро в 1982 году. (2 сезон)
- Агнес (Кэролайн Мишель Смит) — бабушка Алана. (2 сезон)

## Список эпизодов
| Сезон | Серии | Серии | Даты показа    | Даты показа    |
| ----- | ----- | ----- | -------------- | -------------- |
| 1     | 8     | 8     | 2 февраля 2019 | 2 февраля 2019 |
| 2     | 7     | 7     | 20 апреля 2022 | 20 апреля 2022 |

### 1 сезон (2019)
| № общий | № в сезоне | Название                                                      | Режиссёр      | Автор сценария                         | Дата премьеры  |
| --- | ---------- | ------------------------------------------------------------- | ------------- | -------------------------------------- | -------------- |
| 1 | 1          | «Ничто не просто в этом мире» «Nothing in This World Is Easy» | Лесли Хэдланд | Наташа Лионн, Лесли Хэдланд, Эми Полер | 1 февраля 2019 |
| Надю сбивает машина и у неё случается первая «перезагрузка». Поначалу она считает, что это связано с наркотиками, но позже она узнаёт, что всё гораздо сложнее.                                                   |            |                                                               |               |                                        |                |
| 2 | 2          | «Большой побег» «The Great Escape»                            | Лесли Хэдланд | Наташа Лионн, Эми Полер                | 1 февраля 2019 |
| Надя переживает ночь, не умирая и не возрождаясь на вечеринке в ванной. Она считает, что галлюцинации вызваны кокаином, который он приняла на вечеринке, ведь если дело не в наркотиках, то дело в ней самой.     |            |                                                               |               |                                        |                |
| 3 | 3          | «Тёплое тело» «A Warm Body»                                   | Лесли Хэдланд | Эллисон Силверман                      | 1 февраля 2019 |
| Поиски подсказок приводят Надю в Еврейскую школу, но ей требуется помощь Джона. Во время поисков своего кота, Надя знакомится с бездомным.                                                                        |            |                                                               |               |                                        |                |
| 4 | 4          | «Рутина Алана» «Alan's Routine»                               | Джеми Бэббит  | Чирокко Данэл, Лесли Хэдланд           | 1 февраля 2019 |
| Впервые увидев Алана в конце прошлого эпизода, мы продолжаем узнавать, что случилось с ним в предыдущий день. Алан идёт к своей девушке, но вскоре всё в его жизни резко ухудшается... пока он не встречает Надю. |            |                                                               |               |                                        |                |
| 5 | 5          | «Мания величия» «Superiority Complex»                         | Джеми Бэббит  | Жослин Био                             | 1 февраля 2019 |
| Алан появляется на вечеринке Нади, и они пытаются совместными усилиями понять, что происходит и как они связаны друг с другом. На вечеринке Алан также встречает Майка и вступает в нежелательный конфликт.       |            |                                                               |               |                                        |                |
| 6 | 6          | «Отражение» «Reflection»                                      | Джеми Бэббит  | Флора Блинбаум                         | 1 февраля 2019 |
| Прошлое Нади начинает преследовать её и повторяющийся день Алана делает то же самое. |            |                                                               |               |                                        |                |
| 7 | 7          | «Выход» «The Way Out»                                         | Лесли Хэдланд | Эллисон Силверман, Лесли Хэдланд       | 1 февраля 2019 |
| Возможные решения становятся на свои места. Когда семья и друзья начинают пропадать, Надя понимает, что ей нужно делать. Однако есть осложнения, которые необходимо преодолеть.                                   |            |                                                               |               |                                        |                |
| 8 | 8          | «Ариадна» «Ariadne»                                           | Наташа Лионн  | Наташа Лионн                           | 1 февраля 2019 |
| Алан и Надя поддерживают и заботятся друг о друге до решающего момента. |            |                                                               |               |                                        |                |

### 2 сезон (2022)
| № общий | № в сезоне | Название                                     | Режиссёр     | Автор сценария                         | Дата премьеры  |
| --- | ---------- | -------------------------------------------- | ------------ | -------------------------------------- | -------------- |
| 9 | 1          | «Никогда» «Nowhen»                           | Наташа Лионн | Наташа Лионн                           | 20 апреля 2022 |
| За несколько дней до своего 40-летия Надя обнаруживает червоточину в 6 поезде метро, которая позволяет ей путешествовать в 1982 год и обратно. Находясь в прошлом, она понимает, что попала в тело своей беременной матери Норы. Надя по незнанию помогает мошеннику по имени Чез узнать о наследстве её бабушки в 150 золотых монет. Вернувшись в настоящее, Надя спрашивает Рут о Чезе и понимает, что он был с Норой примерно в то время, когда та потеряла монеты. Также она пытается предупредить Алана о червоточине. Надя возвращается в 1982 год и убеждается, что Чез украл монеты. В 2022 году Алан садится на поезд №6. |            |                                              |              |                                        |                |
| 10 | 2          | «Малышка с Кони-Айленда» «Coney Island Baby» | Алекс Буоно  | Эллисон Силверман и Закиийя Александер | 20 апреля 2022 |
| В 1982 году Надя (в теле Леноры) конфликтует со своей бабушкой Верой, которая обвиняет её в краже монет. Надя нанимает Ангелов-хранителей, чтобы найти Чеза, прежде чем понимает, что может найти его в интернете в настоящем. Выследив пожилого Чеза в 2022 году, Надя возвращается в 1982 год, чтобы помешать ему. Чез утверждает, что уже вернул ей деньги прошлой ночью. Надя сталкивается с молодой Рут, когда Вера выселяет Ленору из квартиры. С помощью Рут Надя выкупает монеты в ювелирном магазине, используя деньги за возвращённый роскошный автомобиль, а Рут отдаёт свое обручальное кольцо в качестве залога. Надя оставляет Леноре голосовое сообщение, умоляя её не упускать второй шанс. Надя едет в метро с монетами, но когда она ненадолго отвлекается, заметив Алана в соседнем поезде, сумка исчезает. |            |                                              |              |                                        |                |
| 11 | 3          | «Утечка мозгов» «Brain Drain»                | Наташа Лионн | Наташа Лионн и Элис Ху                 | 20 апреля 2022 |
| Потеряв монеты в метро, Надя едет в больницу на УЗИ вместе с Рут и Верой. Вера рассказывает Наде о золотом поезде в Будапеште. Надя берет несколько семейных документов из квартиры Веры, а также набор слайдов из библиотеки и возвращается в кишащую плесенью квартиру Леноры. У Нади случаются галлюцинации. Наде звонит библиотекарь и рассказывает, что в Золотом поезде находились все ценности венгерских беженцев во время Второй мировой войны, включая золотые монеты Веры. После окончания войны поезд был потерян, а ценные вещи украдены нацистами. Прежде чем Надя и Ленора успевают найти поезд, прибывает полиция и отправляет Надю в психиатрическую больницу. Надя пытается объяснить свою ситуацию врачам, но понимает, что шизофрения её матери начинает овладевать и её разумом. Надя сбегает из учреждения и возвращается в настоящее, где находит квитанцию своей семьи на Золотой поезд.                      |            |                                              |              |                                        |                |
| 12 | 4          | «От станции к станции» «Station to Station»  | Алекс Буоно  | Элис Ху, Лиззи Роуз и Наташа Лионн     | 20 апреля 2022 |
| После посадки на поезд №6 Алан оказывается в Восточном Берлине в 1962 году, где он учится в аспирантуре в теле своей бабушки и встречается с мужчиной по имени Ленни. В настоящем время Надя и Алан обсуждают этику путешествий во времени, и Алан категорически против желания Нади изменить прошлое. Надя берёт Максин с собой в Будапешт, чтобы та помогла ей найти дом своей бабушки. В 1962 году Алан узнает, что Ленни и другие студенты планируют прокопать туннель под Берлинской стеной, а его бабушка нарисовала для них планы. |            |                                              |              |                                        |                |
| 13 | 5          | «Изысканный труп» «Exquisite Corpse»         | Алекс Буоно  | Эллисон Силверман                      | 20 апреля 2022 |
| В 1944 году Надя, в теле своей молодой бабушки Веры, решает найти Золотой поезд и вернуть свои семейные ценности. Она обнаруживает, что предметы хранятся на немецком складе, ей удается украсть их и спрятать в канализации. Затем она идёт в церковь, находит немецкого священника и просит его отправить карту по почте после окончания войны, чтобы пожилая Вера могла забрать спрятанное. Она садится в поезд, и уже как взрослая Вера забирает вещи из канализации. Вместе с Делией они идут продать их, но обнаруживают, что им заплатят золотыми монетами - теми же самыми, которые Нора украдет в будущем. Понимая, что ничто из того, что она сделала, не изменило её судьбу, Надя расстраивается и ходит по вагонам метро, переходя с каждым вагоном из поколения в поколение. В конце у неё отходят воды. |            |                                              |              |                                        |                |
| 14 | 6          | «Рут Шрёдингера» «Schrödinger's Ruth»        | Алекс Буоно  | Чирокко Данэл                          | 20 апреля 2022 |
| Надя в теле своей матери Норы берёт новорождённую Надю и возвращается в настоящее время. Она узнает, что Рут находится в больнице, и спешит туда только для того, чтобы найти несколько Рут, и сбита этим с толку. Она идёт в морг, видит свои трупы от предыдущих смертей в первом сезоне и понимает, что произошло искажение времени. Алан, который ищет Надю, также обнаруживает, что время искажено. Они встречаются в ванной в петле её 36-летия, а Надя держит на руках малышку Надю. |            |                                              |              |                                        |                |
| 15 | 7          | «Матрёшка» «Matryoshka»                      | Наташа Лионн | Наташа Лионн и Элис Ху                 | 20 апреля 2022 |
| Надя и Алан спорят из-за сломанного таймлайна и возвращаются в метро. Хорс в униформе MTA направляет их в туннель. Они садятся в поезд и обнаруживают, что он полон друзей, направляющихся на поминки Рут, говоря, что сейчас 30 апреля. Алан вынуждает Надю сойти с поезда, говоря, что им нужно вернуть ребенка и починить время. Во время прогулки по туннелю их сбивает приближающийся поезд, и они «просыпаются» по отдельности. В пустоте Алан видит свою бабушку в качестве работника MTA, и они разговаривают, прежде чем она убеждает его двигаться дальше. Надя, несущая маленькую Надю, должна бросить сумку с золотыми монетами и пройти через дверь в свою пустоту, где она встречает свою мать Нору. Она решает передать ребенка (себя) обратно своей матери и снова устанавливает правильный таймлайн, выходя из поезда с улыбкой. Затем Надя направляется в квартиру Максин и присоединяется к Алану на поминках Рут. |            |                                              |              |                                        |                |

## Релиз
9 января 2019 года компания Netflix выпустила трейлер к сериалу. Практически сразу пользователи российских соцсетей обратили внимание на явное сходство главной героини сериала с Аллой Пугачёвой. Сама же Наташа в интервью журналу ELLE призналась, что главным источником вдохновения (как в визуальном плане, так и в отношении характера её персонажа) стала гитаристка сайкобилли-группы The Cramps Пойзон Айви.
23 января состоялся предпремьерный показ в кинотеатре Metrograph на Манхэттене. 1 февраля состоялась премьера всего сериала целиком на Netflix.

## Критика
Сериал получил благосклонные отзывы критиков и зрителей. На сайте Rotten Tomatoes фильм имеет 97 % рейтинга «свежести», основанных на 75 рецензиях, а также пользовательские 8.55 из 10 баллов. Общий вывод гласит: «„Russian Doll“ может застрять во временной петле, но этот бесконечно изобретательный сериал никогда не повторяется, поскольку раскачивается на качелях изменчивых тонов — от фатально смешных до мрачно грустных — что умело уравновешивается волнующе дерзкой Наташей Лионн». На портале Metacritic средний рейтинг фильма составляет 89 из 100 основе 24 обзоров, обозначающий «всеобщее признание»..
Алиша Льютс из IGN дала первому сезону оценку 10/10. Высоко оценивая сериал, она добавляет, что это «изобретательное, непредсказуемое приключение, которое с лёгкостью станет одним из лучших шоу года». В своём позитивном обзоре Алан Сепинволл из Rolling Stone наградил сериал 4,5 звёздами из 5 и похвалил его, сказав: «Смесь тонов и контролируемая мания блестящего выступления Лионн делает „Russian Doll“ чем-то совершенно новым, даже несмотря на то, что он сделан под влиянием многих известных вещей». Джеймс Понивозик, обозреватель The New York Times, также высказал одобрение: «„Russian Doll“ — быстрый и немного скудный, но в эпоху потокового телевидения ему удалось почти невозможное — заставить меня пожелать чуть большего». Хейли Футч из Collider с энтузиазмом дал сериалу 5 звёзд из 5 назвав сериал «чистой магией, которая не только побуждает зрителя смотреть следующий эпизод, но и вкладывает столько же в целостность истории и характеров». Джуди Берман из TIME в своём отзыве оценивает многослойность сериала и называет его лучшим новым сериалом 2019 года на данный момент.

## Награды и номинации
- 2019 — три прайм-таймовые премии «Эмми»: лучшая операторская работа (Крис Тиг, серия «Ariadne»), лучшая работа художника-постановщика (серия «Nothing in This World Is Easy»), лучшие современные костюмы (серия «Superiority Complex»). Кроме того, сериал получил 10 номинаций: лучший комедийный сериал, лучшая женская роль в комедийном сериале (Наташа Лионн), лучший сценарий для комедийного сериала (Эллисон Сильверман, серия «A Warm Body»), лучший сценарий для комедийного сериала (Лесли Хедленд, серия «Nothing in This World Is Easy»), лучшая координация каскадеров для комедийного сериала, лучший монтаж для комедийного сериала (Лора Вайнберг, серия «Ariadne»), лучший кастинг для комедийного сериала (Кристина Кромер), лучший звуковой монтаж (серия «The Way Out»), лучшее микширование звука (серия «The Way Out»), лучший подбор музыки (Бриенна Роуз, серия «Nothing in This World Is Easy»).
- 2019 — две номинации на премию «Сатурн» за лучший стриминговый фантастический сериал и за лучшую женскую роль в стриминговом представлении (Наташа Лионн).
- 2019 — две номинации на премию «Спутник» за лучший комедийный сериал и за лучшую женскую роль в комедийном сериале (Наташа Лионн).
- 2020 — номинация на премию «Золотой глобус» за лучшую женскую роль в комедийном сериале (Наташа Лионн).
- 2020 — номинация на премию «Хьюго» за лучшее драматическое представление — длинная форма.
- 2020 — номинация на премию Рэя Брэдбери за лучшее драматическое представление (Эллисон Сильверман и Лесли Хедленд, серия «The Way Out»).
- 2020 — две номинации на премию Гильдии сценаристов США за лучший новый сериал и за лучший комедийный сериал.
- 2022 — номинация на прайм-таймовую премию «Эмми» за лучшую операторскую работу (Ула Понтикос, серия «Nowhen»).
- 2022 — номинация на премию «Сатурн» за лучший стриминговый фэнтезийный сериал.